# Тит Тарквиний
Тит Тарквиний (лат. Titus Tarquinius) — старший сын последнего римского царя Тарквиния Гордого и Туллии Младшей.
Во время правления своего отца Тит вместе со своим братом Аррунтом и Луцием Брутом входил в состав посольства к Дельфийскому оракулу, в ходе которого братья пытались решить, кто из них станет наследником трона.
В 509 году до н. э., после свержения в Риме монархии, Тит отправился в изгнание в Цере с отцом и Аррунтом.
В 496 году до н. э. Тит вместе со своим отцом и латинами воевал с римлянами в битве у Регильского озера. Во время боя, Марк Валерий Волуз, который был консулом в 505 году до н. э., увидев Тита, попытался его убить, однако погиб от рук его людей.